# Sally Spectra
Sally Spectra is een personage uit de Amerikaanse soapserie The Bold and the Beautiful. De rol werd gespeeld door Darlene Conley van 1 december 1988 tot 29 november 2006. Conley overleed op 14 januari 2007 en Sally werd via een flashback nog getoond op 26 januari 2007. Ondanks de dood van Conley wordt Sally nog in leven gehouden, ze is verhuisd naar Saint-Tropez in Frankrijk. Sally was geen hoofdpersonage, als ze geen verhaallijn had kwam ze wekenlang niet in beeld.

## Personagebeschrijving
Sally is een flamboyante dame en eigenares van het modehuis Spectra Fashions. Ze heeft altijd opgekeken naar de Forresters, maar zij keken enkel op haar neer, vooral Stephanie Forrester die in Sally enkel een dievegge zag. Een feit dat niet geheel onwaar is gezien Sally de ontwerpen van Forrester al meermaals gestolen heeft om ze in haar eigen collecties te verwerken. Op het bedrijf wordt ze bijgestaan door haar dochter Macy en trouwe werknemers Darla Einstein en Saul Feinberg. Sally chanteerde Clarke Garrison, die voor Forrester Creations werkte om ontwerpen te stelen, later kwam hij voor Spectra werken. Clarke wilde het bedrijf overnemen en het omdopen in Garrison Originals. Sally werd stapelverliefd op hem en wilde met hem trouwen. Ondanks waarschuwingen van iedereen dat Clarke op haar geld uit was ging ze toch door met de bruiloft. Clarke beweerde eerst impotent te zijn, maar verwekte uiteindelijk toch een kind bij Sally, CJ. In het huwelijkscontract stond dat als Clarke trouw zou blijven hij het bedrijf na een jaar huwelijk zou krijgen. Clarke was nog steeds verliefd op zijn eerste vrouw, Kristen Forrester. Sally had eindelijk in de gaten dat hij niet deugde en bedacht een plannetje samen met haar medewerkers. Ze zette de klok op de dag van hun trouwverjaardag een uur vooruit en Clarke begon al te vieren met Kristen. Sally betrapte hen en kon zijn ontrouw net op tijd bewijzen voor de rechtbank waardoor Clarke met lege handen achterbleef. Sally en Clarke scheidden en hij verliet Los Angeles.

## Nalatenschap
In januari 2017 werd een nieuwe Sally Spectra geïntroduceerd; zij wordt gespeeld door Courtney Hope en is zowel qua uiterlijk als gedrag een jonge versie van haar oudtante.